# Gortsaranaïn (métro d'Erevan)
Gortsaranaïn (en arménien Գործարանային) est une station de l'unique ligne du métro d'Erevan ; elle est située dans le district de Chengavit à Erevan.

## Situation sur le réseau

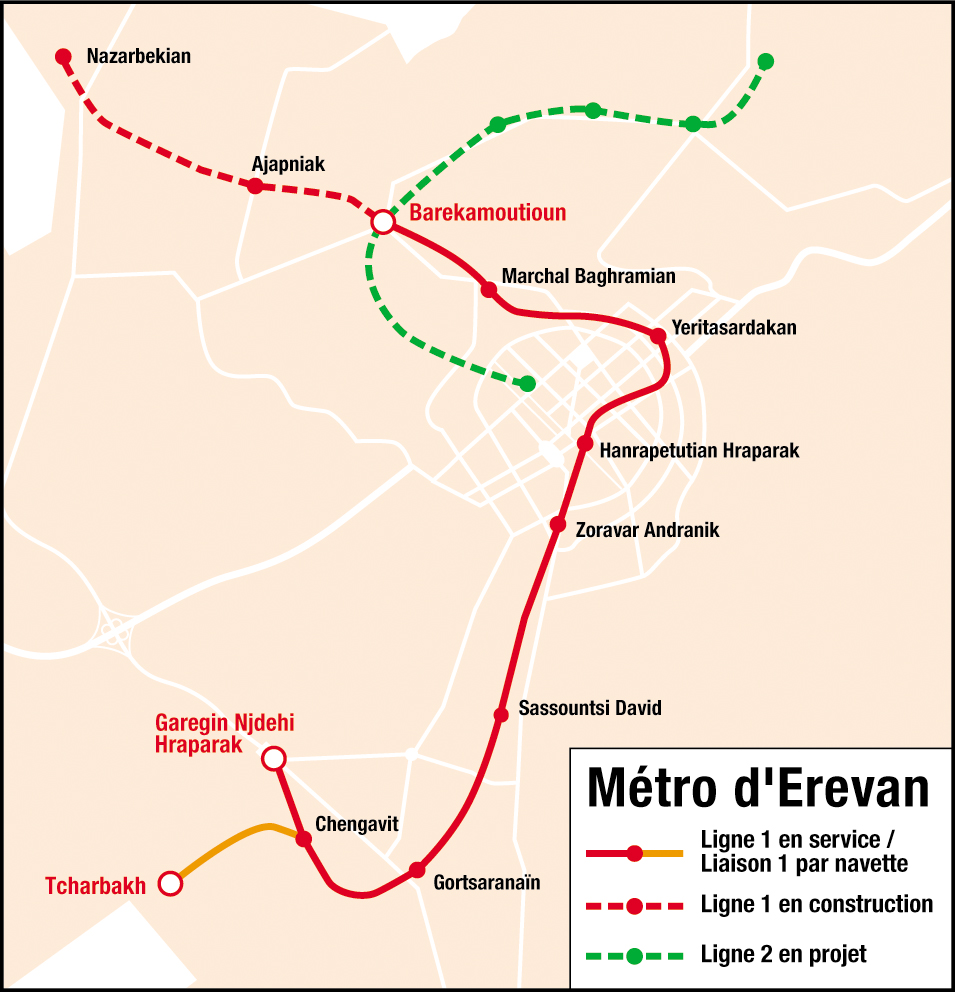
Plan de la ligne.

## Histoire
La station Gortsaranaïn est mise en service le 11 juin 1983.

## La station

### Accès et services
La station se trouve près de la zone industrielle sud.

### Desserte
Sassountsi David est desservie par les rames qui circulent sur la ligne.